# Joaquim Carreira das Neves
Frei Joaquim Carreira Marcelino das Neves  (Caranguejeira, 26 de junho de 1934 — Lisboa, 28 de abril de 2017) foi um padre franciscano e teólogo português.
Licenciado em Teologia, foi ordenado sacerdote em 1958, pertencendo à Ordem dos Frades Menores (Franciscanos). Ao longo da sua formação teológica, passou pela Pontifícia Universidade Antonianum e Pontifício Instituto Bíblico, em Roma, e pelo Instituto Bíblico da Flagelação, em Jerusalém. Defendeu a sua tese de doutoramento, na Universidade Pontifícia de Salamanca, sobre a Teologia na tradução grega dos setenta, no Livro de Isaías, em 1967. Foi professor catedrático da Faculdade de Teologia da Universidade Católica Portuguesa, onde se jubilou em 2005. Foi igualmente membro da Academia das Ciências de Lisboa.
Morreu a 28 de abril de 2017, no Seminário da Luz, em Lisboa, aos 82 anos de idade.